# Friedrich-Wolf-Straße 15

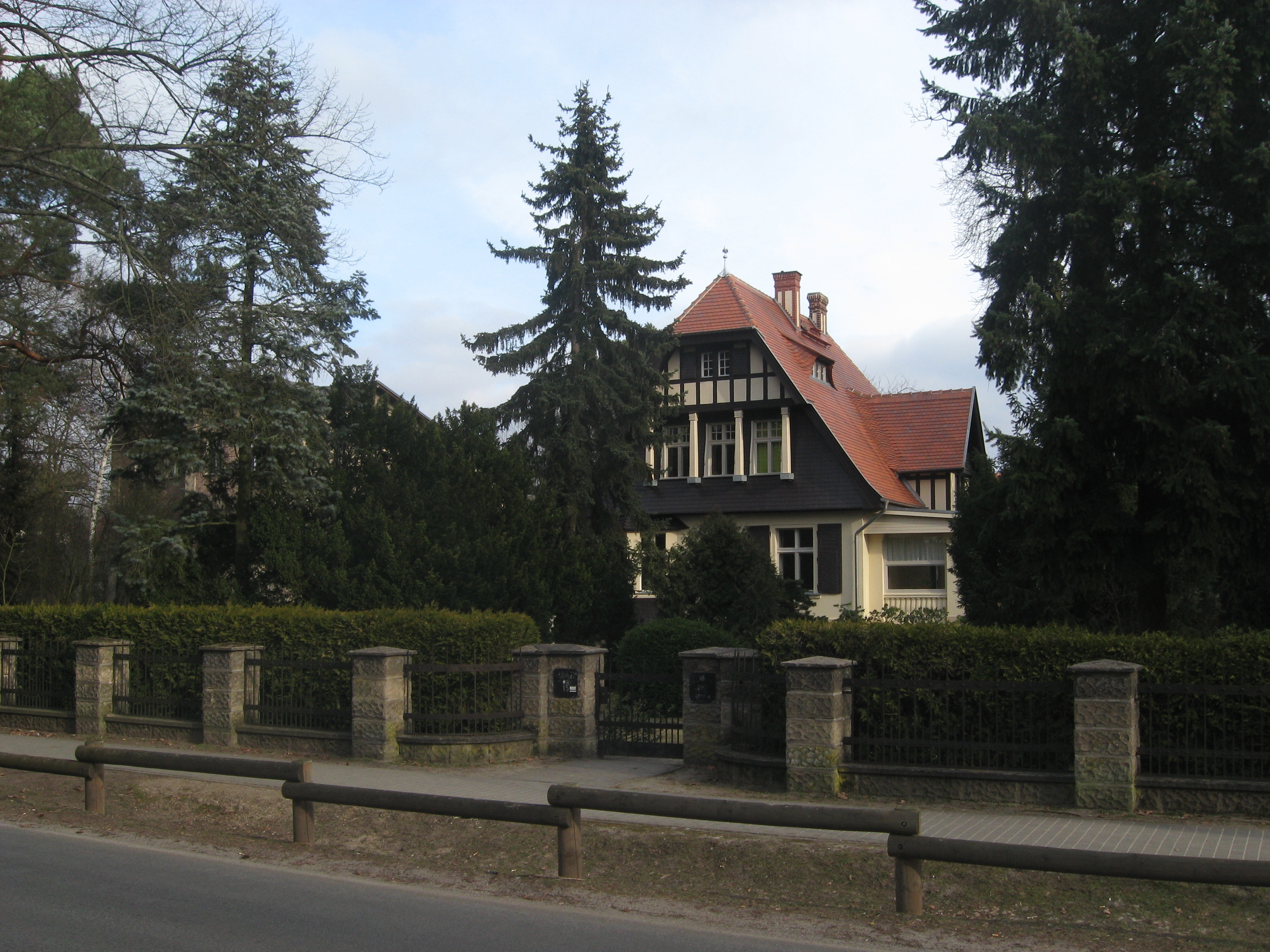
Villa Friedrich-Wolf-Straße 15

Die Villa in der Friedrich-Wolf-Straße 15 ist ein Ende des 19. Jahrhunderts gebautes denkmalgeschütztes Wohngebäude in Oranienburg-Lehnitz nördlich von Berlin.

## Beschreibung
Das eingeschossige Wohnhaus steht von der Straße zurückgesetzt hinter einer Hecke und zeichnet sich durch eine reiche Gliederung des Baukörpers und des ziegelgedeckten Daches (Biberschwanz) aus. Dieses ist als Krüppelwalmdach mit Vorbau und Schleppgaube ausgeführt; die Villa verfügt über zwei Dachgeschosse. Die Fassade ist weiß verputzt, das Dachgeschoss zusätzlich mit Schmuckfachwerk gestaltet. An der Giebelseite ist das erste Dachgeschoss mit rotbraun lasiertem Holz verkleidet.

## Geschichte
Die Villa wurde 1890 bis 1895 im Auftrag des Buchhalters Emil Wende errichtet. Es dient seitdem ununterbrochen als privates Wohnhaus.
Im Jahr 1992 nahm die Oranienburger Stadtverwaltung das Wohnhaus in den Rahmenplan zur Erhaltung der Ortsmitte von Lehnitz auf und sorgte dafür, dass es bis 2005 saniert wurde.